# ترانه‌شناسی فریدون آسرایی
فهرست آلبوم‌ها و تک آهنگ‌ها

## سرگذشت (۱۳۷۷)
| نام ترانه        | ترانه سرا     | آهنگساز       | تنظیم         |
| ---------------- | ------------- | ------------- | ------------- |
| افسون            | فریدون آسرایی | فریدون آسرایی | رامین زمانی   |
| بوی سیب          | فریدون آسرایی | فریدون آسرایی | بهروز صفاریان |
| تو ندانی         | فریدون آسرایی | فریدون آسرایی | رامین زمانی   |
| رفتم             | فریدون آسرایی | فریدون آسرایی | رامین زمانی   |
| شوق پروازی ندارم |               |               |               |
| تهرون            | فریدون آسرایی | فریدون آسرایی | رامین زمانی   |
| وطن              | فریدون آسرایی | فریدون آسرایی | رامین زمانی   |

## اولین سلام (۱۳۸۰)
| نام ترانه         | ترانه سرا         | آهنگساز     | تنظیم       |
| ----------------- | ----------------- | ----------- | ----------- |
| اولین سلام        | پاکسیما           | رامین زمانی | رامین زمانی |
| شاهچراغ           |                   | محلی        | رامین زمانی |
| اگه می‌شد          | همایون هوشیارنژاد | محمد مقدم   | محمد مقدم   |
| ایرانم            | رامین زمانی       | رامین زمانی | رامین زمانی |
| جدائی             |                   | قدیمی       | محمد مقدم   |
| جاده عشق          | همایون هوشیارنژاد | محمد مقدم   | محمد مقدم   |
| تو ای یار         | سهیلا نوروزی      | محمد مقدم   | محمد مقدم   |
| شاهچراغ (بی کلام) |                   |             |             |
| دختر بندر         | رامین زمانی       | رامین زمانی | رامین زمانی |
| گل‌اندام           | رامین زمانی       | رامین زمانی | رامین زمانی |

## غریبه (۱۳۸۳)
| نام ترانه          | ترانه سرا          | آهنگساز       | تنظیم         |
| ------------------ | ------------------ | ------------- | ------------- |
| گل هیاهو           | رضا جز مطلب تبریزی | فریدون آسرایی | بهروز صفاریان |
| خاطره              | فرید احمدی         | فریدون آسرایی | بهروز صفاریان |
| کبوتر              | عبدالجبار کاکایی   | فریدون آسرایی | بهروز صفاریان |
| بیا بریم           | مسعود پاک طینت     | فریدون آسرایی | شهراد غلامی   |
| خونه به خونه       | رها شایان          | فریدون آسرایی | پدرام کشتکار  |
| غریبه              | حبیبه نیک سیرتی    | فریدون آسرایی | بهروز صفاریان |
| فاصله‌ها            | فرید احمدی         | بهروز صفاریان | بهروز صفاریان |
| با من بمون         | شهلا سهیلی         | بهروز صفاریان | بهروز صفاریان |
| ریمیکس آلبوم       |                    |               | بهروز صفاریان |
| گل هیاهو (بی کلام) |                    |               |               |
| بوی سیب            | عبدالجبارکاکایی    | فریدون آسرایی | بهروز صفاریان |

## از تو دورم (۱۳۸۶) (ناشر: سروش)
| نام ترانه        | ترانه سرا        | آهنگساز       |
| ---------------- | ---------------- | ------------- |
| از تو دورم       | عبدالجبار کاکایی | پدرام کشتکار  |
| دوستت دارم       | عبدالجبار کاکایی | پدرام کشتکار  |
| ترانه‌های خاکی    | عبدالجبار کاکایی | پدرام کشتکار  |
| وقتی بارون میزنه | عبدالجبار کاکایی | پدرام کشتکار  |
| افسونگر          | عبدالجبار کاکایی | پدرام کشتکار  |
| گل‌ناز            | عبدالجبار کاکایی | پدرام کشتکار  |
| بی‌صداترین ترانه  | عبدالجبار کاکایی | پدرام کشتکار  |
| لالایی           | عبدالجبار کاکایی | فریدون آسرایی |

## خاطرات گمشده (۱۳۹۰) (ناشر: جهان تصویر)
| نام ترانه    | ترانه سرا          | آهنگساز       | تنظیم      |
| ------------ | ------------------ | ------------- | ---------- |
| سلام         | حسین غیاثی         | فریدون آسرایی | یاشا یثربی |
| آینه         | حبیبه نیک سیرتی    | فریدون آسرایی | یاشا یثربی |
| گل عاشق      | میترا روحانی       | فریدون آسرایی | یاشا یثربی |
| تو آرومی     | سروش دادخواه       | فریدون آسرایی | یاشا یثربی |
| مسافر        | حسین غیاثی         | احسان خلقی    | یاشا یثربی |
| طاقت بیار    | حسین غیاثی         | فریدون آسرایی | یاشا یثربی |
| کشف تو       | امیر مسعود هفت لنگ | یاشا یثربی    | یاشا یثربی |
| بی تو        | عبدالجبار کاکایی   | فریدون آسرایی | یاشا یثربی |
| خداحافظ نگو  | حسین غیاثی         | فریدون آسرایی | یاشا یثربی |
| رویا         | محمد صالح اعلا     | فریدون آسرایی | یاشا یثربی |
| خاطرات گمشده | سید عباس سجادی     | فریدون آسرایی | یاشا یثربی |

## عشق یعنی (۱۳۹۳)
| نام ترانه     | ترانه سرا                  | آهنگساز        | تنظیم                                     |
| ------------- | -------------------------- | -------------- | ----------------------------------------- |
| عشق یعنی      | سروش صمیعی ( کوروش سمیعی ) | فریدون آسرایی  | بهروز صفاریان                             |
| نگاهت         | آرش نژادی                  | فریدون آسرایی  | بهروز صفاریان                             |
| یاد تو می‌افتم | علی ایلیا                  | میلاد اکبری    | فرشاد حسامی                               |
| ستاره         | حسین غیاثی                 | فریدون آسرایی  | امید محرم‌زاده                             |
| جاذبه         | حامد جلیلی                 | بهنام کریمی    | سعید زمانی                                |
| هنوز چشمای تو | فرهاد شیبانی               | تورج شعبان‌خانی | بهروز صفاریان                             |
| یادش بخیر     | امیرعلی بهادری             | امیرعلی بهادری | بهروز صفاریان                             |
| ببخشید        | محمد کاظمی                 | بهنام کریمی    | بهنام کریمی                               |
| پشیمونی       | پرسا مقدس                  | فریدون آسرایی  | آرش پاکزاد و مهران خالصی و بهزاد عبداللهی |
| هنوز همونیم   | نسرین قاآنی                | اشکان خشایی    | بهروز صفاریان                             |
| فراموش کن     | سروش صمیعی (کوروش سمیعی)   | مهران خالصی    | آرش پاکزاد و مهران خالصی و بهزاد عبداللهی |
| قهوه‌خانه‌ها    | رسول یونان                 | فریدون آسرایی  | امید محرم زاده                            |